# Profundidad ortográfica
La profundidad ortográfica de una ortografía indica en qué medida difiere de una correspondencia uno a uno entre letras y fonemas.
Las ortografías profundas son sistemas de escritura que no tienen una correspondencia uno a uno entre los sonidos (fonemas) y las letras (grafemas) que los representan. Las ortografías poco profundas tienen una correspondencia uno a uno entre fonemas y grafemas, y la ortografía de sus palabras es muy consistente. En ocasiones a las ortografías poco profundas también se las denomina ortografías fonéticas.
En lenguajes con ortografías relativamente profundas, como el inglés, francés, chino, tibetano, tailandés, árabe o hebreo, los nuevos lectores se encuentran con una dificultad añadida para aprender a descifrar las palabras. Debido a ello, los niños tardan más en aprender a leer.
En lenguajes con ortografías relativamente poco profundas, como el esperanto, euskera, italiano o finés, los nuevos lectores tienen menos problemas para aprender a descifrar las palabras. Debido a ello, los niños tardan relativamente poco en aprender a leer. Los sistemas de escritura fonética del japonés (hiragana y katakana) son otro ejemplo de ortografías poco profundas, aunque el japonés también utiliza logogramas (kanji), que son significativamente más complicados, y requieren de un mayor estudio para ser dominados.
Bosch et al. consideran que la profundidad ortográfica está formada por al menos dos componentes. Por un lado está la complejidad de relacionar grafemas con fonemas, es decir, cuán difícil es convertir cadenas de grafemas (palabras escritas) a cadenas de fonemas (palabras pronunciadas). Por otro lado está la diversidad de grafemas, y la complejidad de determinar los grafemas que forman una palabra (análisis de grafemas), es decir, cómo asociar a una transcripción fonética su homólogo ortográfico.
X. Marjou utiliza un red neuronal artificial para  clasificar 15 ortografías con respecto a su nivel de transparencia. Entre las ortografías probadas, la ortografía francesa era la más opaca con respecto a la escritura (es decir, a dirección de fonemas a grafemas) y la ortografía inglesa era la más opaca con respecto a la lectura (es decir, a la dirección de grafemas a fonemas).